# Bentley Brooklands
El Bentley Brooklands es un automóvil del segmento F producido por la marca británica Bentley desde el año 1992. Tiene motor delantero longitudinal y tracción trasera.
El Brooklands de primera generación era un sedán de cuatro puertas. La segunda generación del Brooklands será un cupé de dos puertas y cuatro plazas y se presentó en el Salón del Automóvil de Ginebra en el año 2007, y se comenzó a producir mediados de 2008. 

## Primera generación (1992-1997)

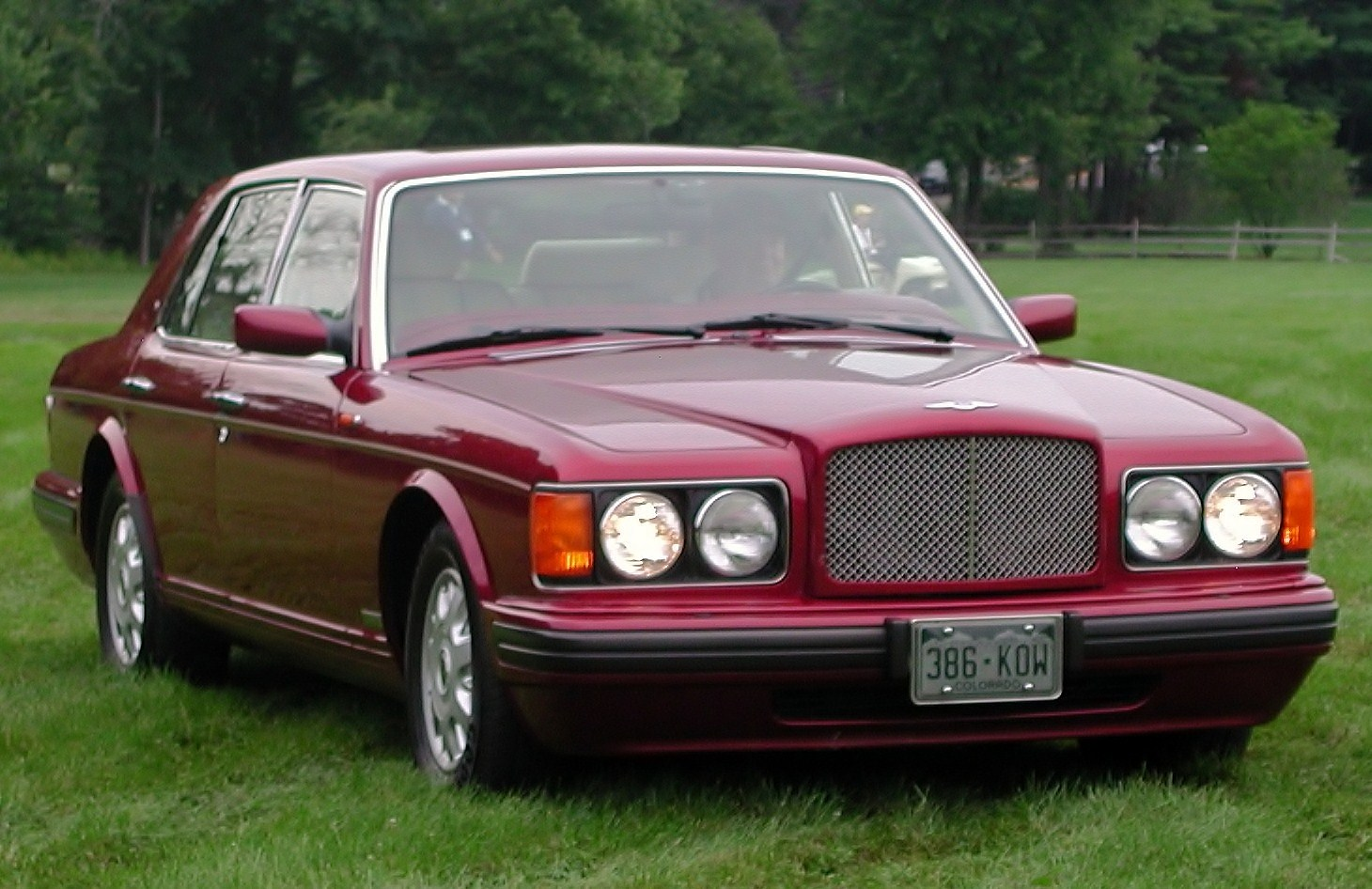
Bentley Brooklands.

El Brooklands utilizó el diseño contemporáneo de Rolls-Royce, a lo largo de los años 1980 y principios de 1990. El diseño exterior contaba con la clásica parrilla de Bentley, así como faros dobles y las luces de estacionamiento. Al igual que en muchos Bentley y Rolls-Royce. 
El interior se mantuvo relativamente sin cambios, y las versiones anteriores de Bentley con un diseño más curvilíneo y también los elementos que rodeaban la consola central. 
El volante y los paneles interiores se mantuvieron. El interior sigue estando rodeado por una amplia zona en madera, y para aligerarlo utilizaron paneles de aluminio en las puertas. 

### Especificaciones técnicas
El Brooklands de 1992-1997 fue movido por un V8 de 6,75 L con un cambio automático de 4 velocidades. El vehículo tenía tracción trasera y destacó por tener una suspensión delantera y trasera independiente. 
Aunque no era tan grande como otros automóviles de lujo. El Brooklands se mantuvo grande con una longitud total de 211,4mm y 124,5mm.

## Segunda generación (2008-2011)

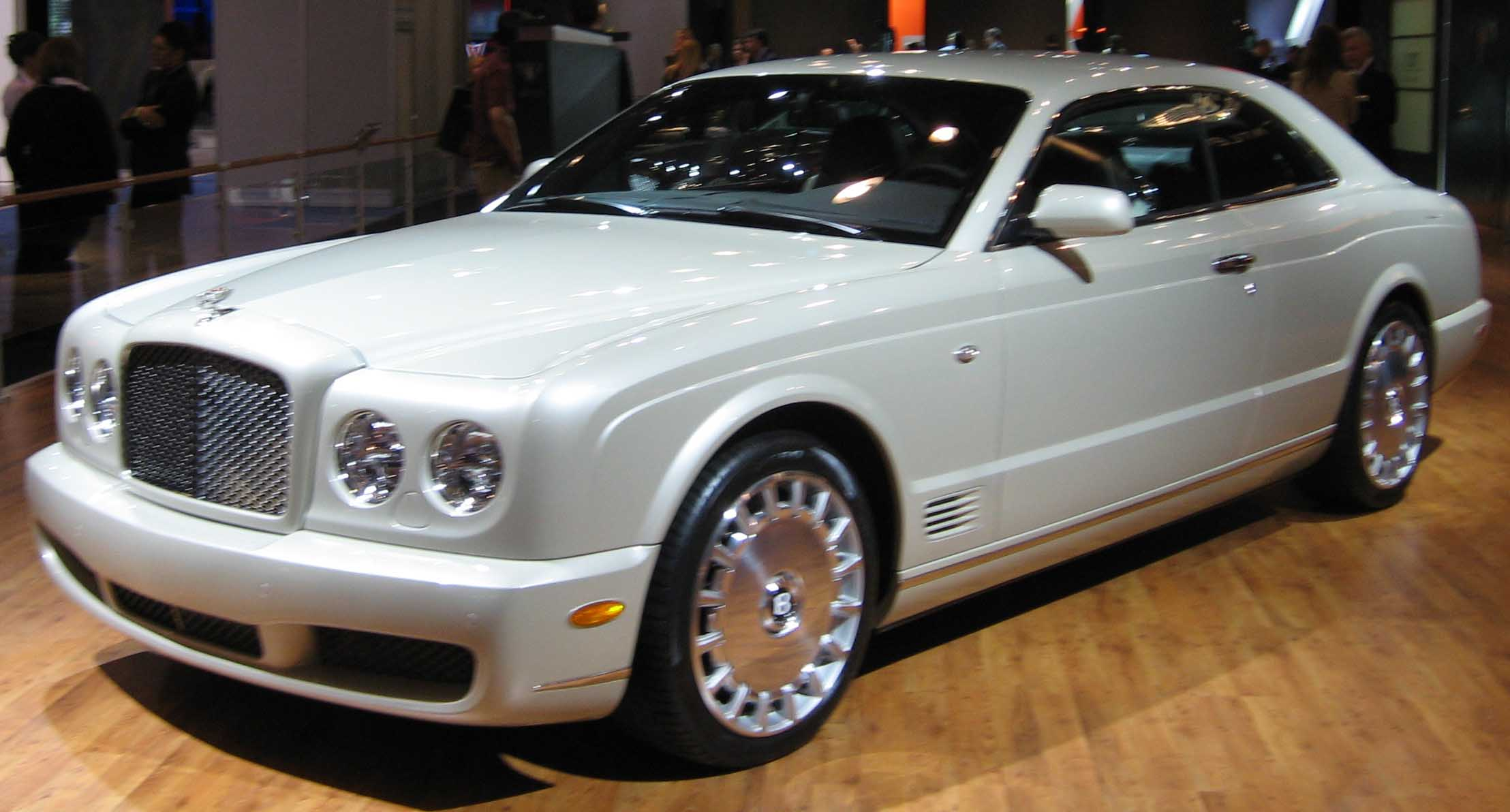
2008 Bentley Brooklands Coupe.

El Bentley Brooklands es un cupé realizado mediante técnicas artesanales en cuero, madera y aluminio. Se producirán un total 550 unidades y las entregas se comenzaran en el primer semestre de 2008.
El Brooklands es movido por un motor de gasolina V8 de 6,75 litros de cilidnrada con doble turbocompresor, que desarrolla una potencia máxima de 530 CV (395 kW) a 4000 rpm y un par motor máximo de 1050 Nm (774 lbf·ft) a 3250 rpm. 
Puede alcanzar los 100 km/h en 5,0 s y tiene una velocidad máxima de 296 km/h (184 mph). Como opción tiene el sistema de frenos cerámicos y llantas de aleación 14 pulgadas. El nuevo Brooklands ofrece más lujo y potencia que cualquier otro deportivo que se venda actualmente.